# Speyeria wasatchia
Speyeria wasatchia är en fjärilsart som beskrevs av Dos Passos och William Grey 1945. Speyeria wasatchia ingår i släktet Speyeria och familjen praktfjärilar. Inga underarter finns listade i Catalogue of Life.